# كوجه

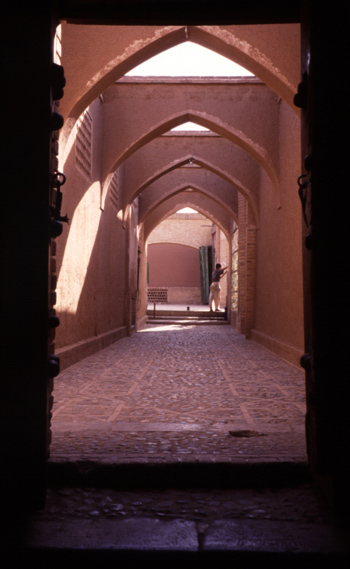
كوشيه في كاشان. تم التقاط الصورة من مدخل منزل الطباطبائي ينظر إلى الخارج إلى الكوتشيه.

کوجه في العمارة الفارسية التقليدية، الكوجه أو الكوشيه (بالفارسية: کوچه) هي عبارة عن زقاق مصصم ليكون ضيقاً بشكل متعمد. لا تزال بقاياها تُرى في إيران الحديثة ودول المنطقة.
قبل التحديث ، كانت البنية في المدينة القديمة لبلاد فارس تتألف من هذه الشوارع المتعرجة الضيقة ، وغالبًا ما تكون مصنوعة من جدران عالية من اللبن والطوب ، وغالبًا ما تكون مسقوفة على فترات. هذا الشكل من التصميم الحضري ، الذي كان شائعًا في بلاد فارس ، هو الشكل الأمثل للهندسة المعمارية الصحراوية التي تقلل من التوسع الصحراوي وتأثيرات العواصف الترابية. كما أنه يزيد من التظليل أثناء النهار ويعزل «البناء» عن درجات حرارة الشتاء القاسية.

## معرض الصور

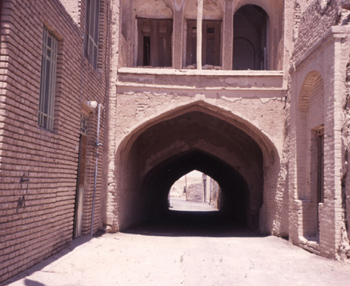
مثال على كيفية تسقيف Kuchehs. في بعض الأحيان ، كما هو الحال في أصفهان ، كان الكوتشه مسقوفًا لمعظم مساحته. هذا المثال موجود في Nain .
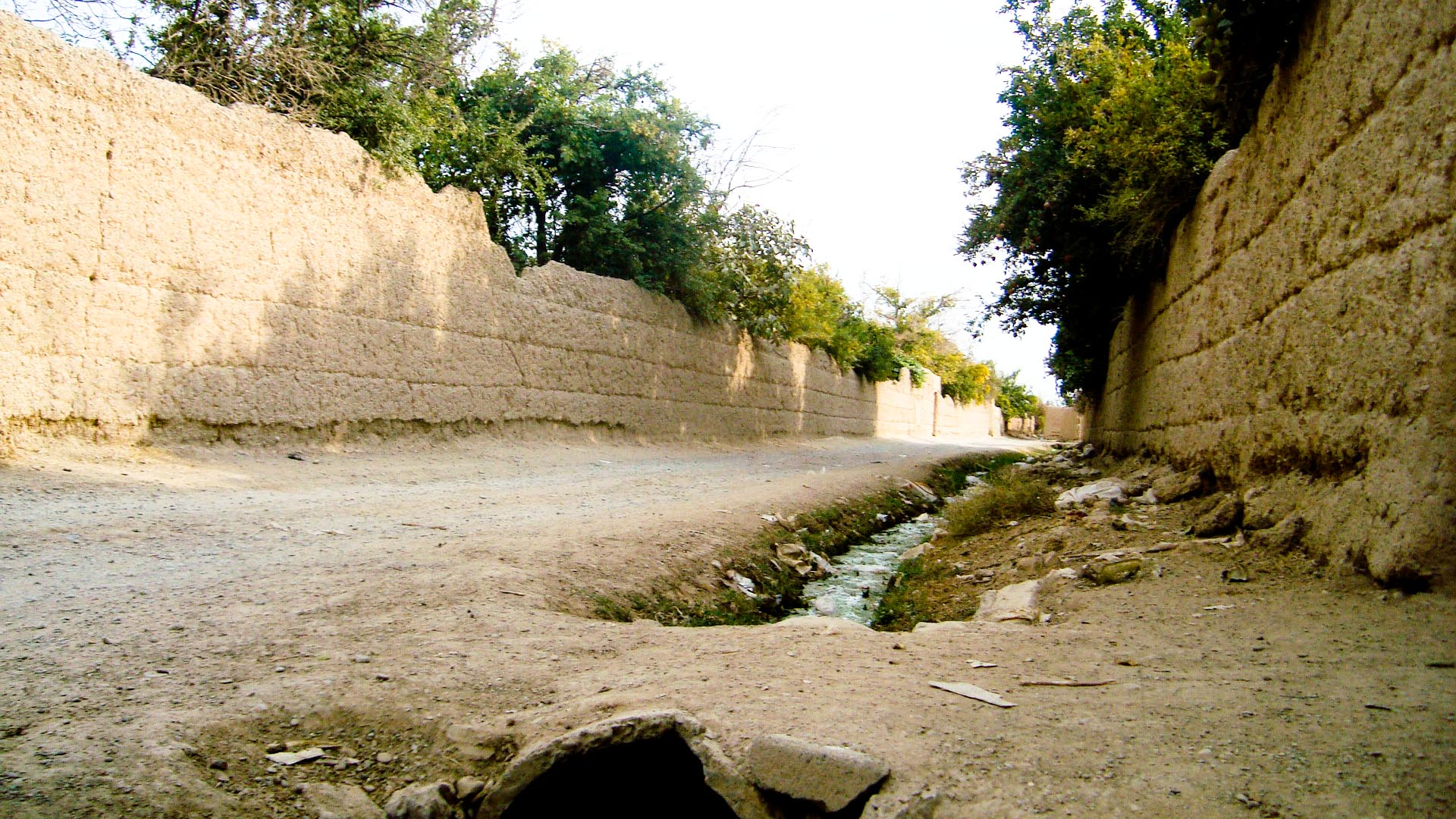
ا كوتش باغ (كوتشه + حديقة) في النجف اباد .
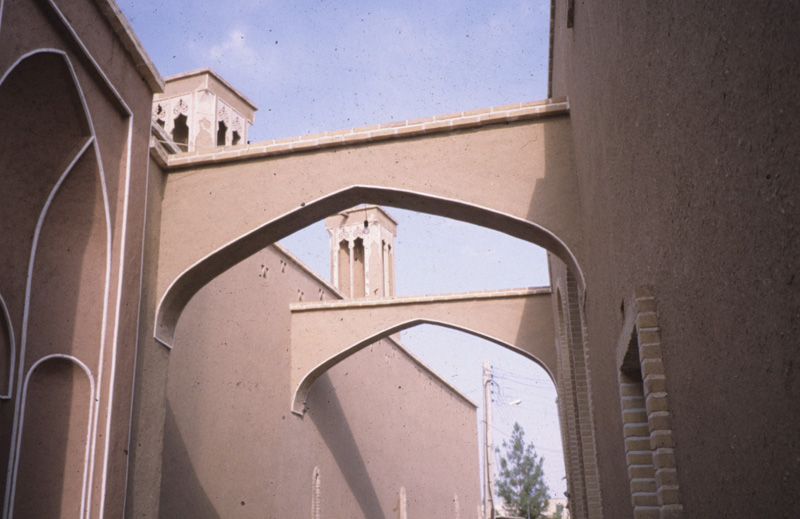
وفرت الجدران العالية لنهر كوتشيه الراحة من العواصف الترابية وأشعة الشمس الشديدة. كان هذا شكلًا فعالًا وقديمًا من أشكال التصميم الحضري في بلاد فارس.
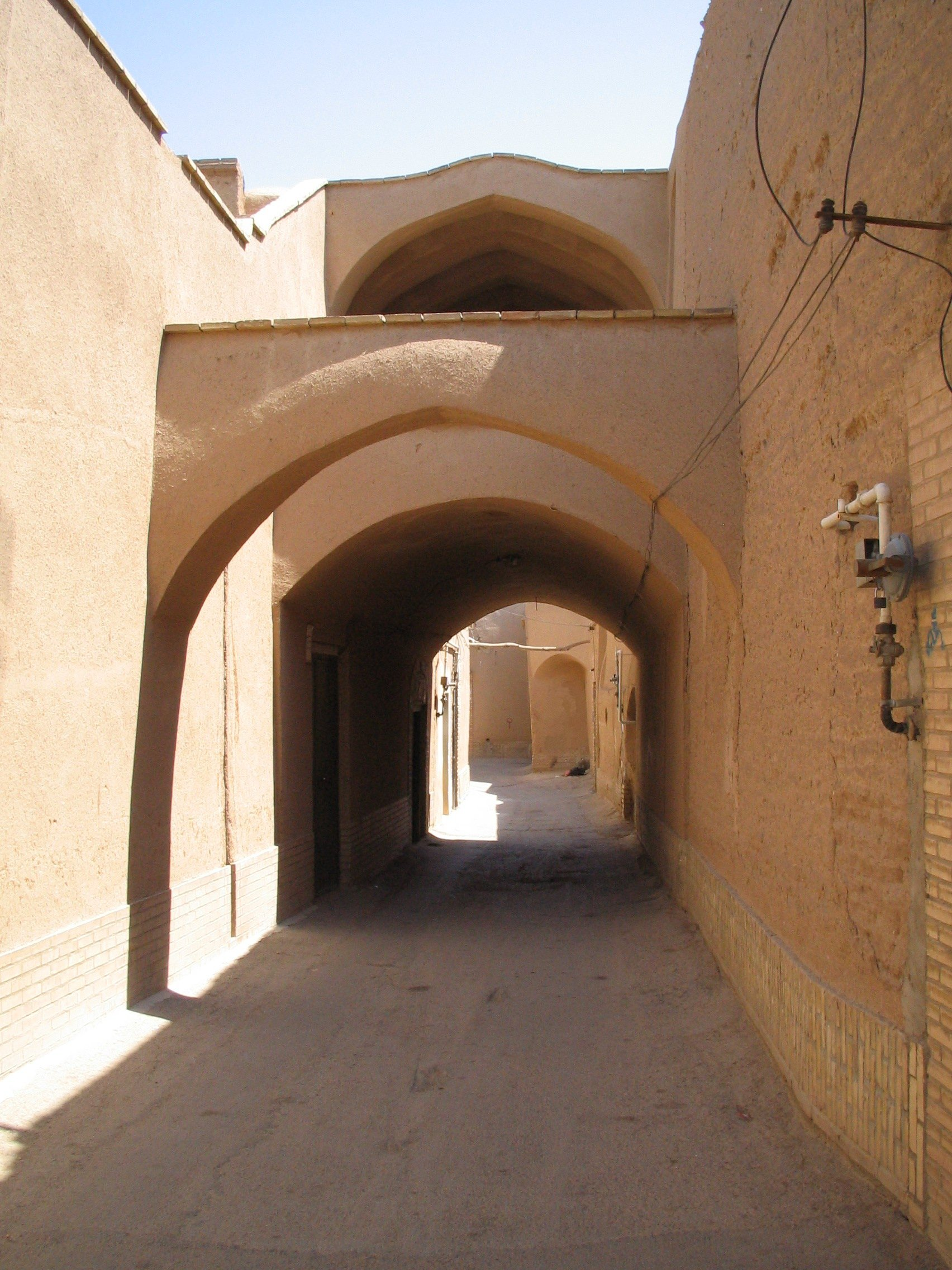
كوتشه في يزد